# Последний бой майора Пугачёва
«Последний бой майора Пугачёва» — художественный четырёхсерийный фильм режиссёра Владимира Фатьянова по сценарию Эдуарда Володарского, написанного по мотивам произведений Варлама Шаламова.

## Сюжет
Майор Иван Васильевич Пугачёв сражался на фронте, после тяжёлого ранения попал в плен. В немецкий концлагерь, в котором он содержится, приезжает генерал Власов, который агитирует майора и других военнопленных вступить в РОА. Во время наступления советских войск немцы решают ликвидировать не согласившихся вступить в РОА военнопленных. Незадолго до этого Пугачёв с товарищами решается на побег. Им удаётся добраться до своих, после чего их вместо того, чтобы вернуть на фронт, по ложному обвинению в «измене родине» отправляют на 10 лет в лагерь на Колыму. Под прикрытием подготовки юбилейного концерта Пугачёв организует группу политзаключённых и осуществляет дерзкий побег из лагеря. Но уйти у них нет шансов: против них брошены все местные войска МГБ. Под командованием майора беглецы принимают последний бой.

## В ролях
| Актёр                 | Роль                                            |
| --------------------- | ----------------------------------------------- |
| Игорь Лифанов         | майор Пугачёв                                   |
| Игорь Волков          | Степан Солдатов друг Пугачёва                   |
| Борис Токарев         | генерал-майор Артемьев                          |
| Лев Дуров             | Ярослав Матвеевич заключённый                   |
| Владимир Стеклов      | майор Коваленко начальник лагеря                |
| Владимир Долинский    | доктор Николай Сергеевич Брауде                 |
| Илья Соколовский      | Перхушин                                        |
| Игорь Савочкин        | Хрусталёв                                       |
| Анатолий Кот          | Игнатович                                       |
| Галина Бокашевская    | Полина                                          |
| Александр Пятков      | гвардии капитан Бобылёв начальник охраны лагеря |
| Михаил Богдасаров     | Ашот Хачатрян                                   |
| Григорий Перель       | Левицкий                                        |
| Дмитрий Павленко      | Малинин                                         |
| Александр Подобед     | генерал Власов                                  |
| Иван Мацкевич         | отец Ивана Пугачёва                             |
| Пётр Юрченков-старший | эпизод                                          |

## Критика
Фильм был объективно раскритикован многими критиками и историками за искажение как произведений Шаламова и выводов, которые он делает, так и исторической действительности. Историки критиковали сериал за героизацию генерала Власова и его армии коллаборационистов. В то время как шаламоведы, например Валерий Есипов, критиковали фильм за несоответствие фильма самим рассказам автора. Есипов писал в своей статье: «Надо задать и главный вопрос: какой цели служит экранизация Шаламова? Идеологическая, пропагандистская установка создателей фильма лежит, как представляется, на поверхности и её можно сформулировать так: надо доламывать в сознании людей все советские предрассудки, доказывать изначальную ложь строя и ради этого не брезговать никакими средствами и никакими авторитетными фигурами. Короче говоря, если называть вещи своими именами, — Шаламов привлечён для обслуживания праволиберальной политической идеологии, повышения её ставок в борьбе за прошлое и настоящее».

## Награды
- В 2005 году фильм был номинирован на российскую премию телевизионных искусств ТЭФИ как лучший телевизионный художественный фильм, мини-сериал.